# Evangelos Damaskos
Evangelos Damaskos (Grieks: Ευάγγελος Δαμάσκος, (Acharnai, ?) was een Grieks atleet, die in 1896 een van de vijf deelnemers was aan het polsstokhoogspringen tijdens de Olympische Zomerspelen in Athene van 1896. Hij kwam samen met Ioannis Theodoropoulos niet verder dan een bescheiden 2,60 meter, de twee Amerikaanse springers behaalden hoogtes van 3.20 en 3.30 meter. Damaskos behaalde een gedeelde derde plaats.

## Palmares

### polsstokhoogspringen
- 1896:  OS - 2,60 m